# Anodocheilus daccordii
Anodocheilus daccordii är en skalbaggsart som beskrevs av García 2009. Anodocheilus daccordii ingår i släktet Anodocheilus och familjen dykare. Inga underarter finns listade i Catalogue of Life.